# Ministeri d'Afers Exteriors

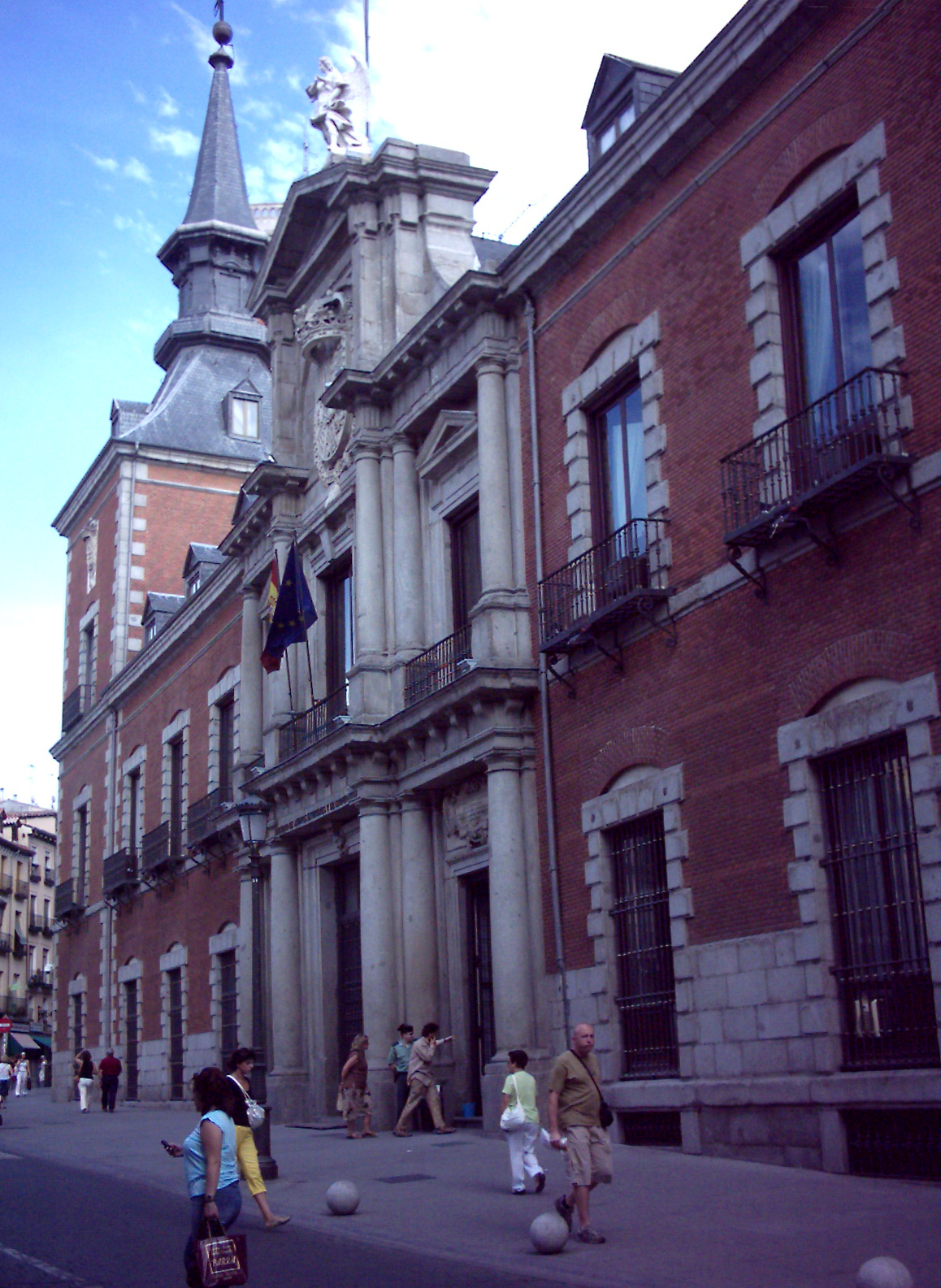
Palacio de Santa Cruz, seu del Ministeri d'Afers Exteriors d'Espanya

Un ministeri dels Afers Estrangers, d'Afers Exteriors o de Relacions Exteriors és el departament ministerial, dins de l'administració civil d'un estat, al qual correspon participar en la formulació de la política exterior de cada país, així com dur-ne a terme l'execució. El ministre dels Afers Estrangers, o d'Afers Exterior, o de Relacions Exteriors és el responsable i representant del ministeri dels Afers Estrangers del seu país. Generalment és nomenat pel president del Govern o primer ministre i sol tenir a les seves ordres secretaris d'Estat o càrrecs equivalents per al seu ministeri. Habitualment li és encomanat de fer visites a diferents països com a representant del seu, a fi de fer de reforçar les relacions entre els països implicats.
Usualment els ministeris dels Afers Estrangers tenen el monopoli en l'execució de la política exterior, o un control de tota aquesta política, com a manera d'assegurar el principi d'unitat d'acció de l'estat a l'estranger, fonamentalment per a una adequada aplicació d'aquesta mena de política.

## Organització
El titular del departament, el ministre o secretari dels Afers Estrangers, és el sol membre del govern d'un país que, tal com el cap de l'estat o el cap del govern, té per dret propi la capacitat, inherent al càrrec, de representar i obligar l'estat en l'àmbit internacional. En aquest esguard el seu paper internacional és diferent dels altres ministres o membres d'un govern que tan sols poden representar a un estat i en conseqüència obligar-lo internacionalment si existeix a favor seu una plenipotència i autorització específica. A conseqüència d'això les actuacions i declaracions fetes oficialment pel ministre dels Afers Estrangers obliguen internacionalment l'estat corresponent.
L'organització interna dels ministeris de relacions exteriors depèn de la lliure decisió de cada país; però existeix un esquema organitzatiu comú a tots ells amb la distinció de dos tipus de serveis, els que es basen en un criteri de distribució Geogràfica i els que es basen en un criteri de distribució funcional. Així poden crear-se serveis d'acord amb les peculiaritats de la política exterior de cada país per ocupar-se de les qüestions relatives a Amèrica, Europa, Àsia, etc.; igualment, seguint el criteri funcional se sol establir serveis dedicats a les Organitzacions internacionals, relacions econòmiques o comercials, relacions culturals, assumptes consulars, assumptes jurídics, etc. Al costat de tots ells, solen existir serveis que asseguren la infraestructura necessària de personal i mitjans materials, així com a serveis específics com els de cerimonial o protocol, premsa, consultoria jurídica, etc.
Encara que el nom genèric usat internacionalment és "Ministeri dels Afers Estrangers", de fet cada país adopta noms específics per a designar-los dins de la seva peculiar estructura administrativa: Ministeri dels Negocis Estrangers, Ministeri dels Afers Exteriors, Ministeri d'Estat, Secretaria de Relacions Exteriors, etc.
A Catalunya rep el nom de Departament d'Acció Exterior, Relacions Institucionals i Transparència; a Andorra, Ministeri d'Afers Exteriors.
En alguns països es coneix amb una denominació pròpia: (Foreign Office, a la Gran Bretanya), o associant-lo amb el lloc en què és situat: Quai d'Orsay a França, Palau de la Farnesina a Itàlia, Itamarty al Brasil, Palacio de Santa Cruz a Espanya, Tlatelolco al Mèxic, Palacio de San Martín a l'Argentina, Iveagh House a Irlanda o Torre Tagle al Perú.